# تانیت
تانیت یا تینّیت (پونی: 𐤕𐤍𐤕 – Tīnnīt) یکی از ایزدان اصلی کارتاژ باستان بود؛ او برگرفته از یک الهه محلی بربری و همسر بعل‌ هامون محسوب می‌شود. همان‌طور که «آمون» یک ایزد محلی لیبیایی است، «تانیت» نیز نماد جنبه زن‌سالار جامعه نومیدیایی به شمار می‌رفت؛ مصریان او را با «نیت» و یونانیان با «آتنا» برابر می‌دانستند. او الهه خرد، تمدن و صنایع دستی بود؛ و نگهبان شهرها و خانه‌هایی به شمار می‌رفت که در آن‌ها پرستیده می‌شد. مردم آفریقای شمالی باستان، نشان او را بر روی سنگ‌قبرها و در ورودی خانه‌هایشان می‌نگاشتند تا از او طلب حفاظت کنند. معبدهای اصلی او در شهرهای تینیسوت (بیر بوره‌قبه، تونس)، سیرتا (قسنطینه، الجزایر)، لامبایزیس (باتنه، الجزایر) و توسته (تبسه، الجزایر) قرار داشت. در دوران باستان، جشن سالانه‌ای به افتخار او برگزار می‌شد که تا به امروز نیز در بسیاری از نقاط آفریقای شمالی پابرجاست؛ اگرچه در لیبی، معمر قذافی این جشن را به‌عنوان آیینی بت‌پرستانه ممنوع اعلام کرد.
تانیت همچنین الهه باران بود. در تونس امروزی، رسم بر این است که در سال‌های خشکسالی، برای طلب باران، او را با نام «اُمک تانو» یا «اُمک تانگو» (یعنی «مادر تانو» یا «مادر تانگو» بسته به منطقه) بخوانند. به‌طور مشابه، الجزایری‌ها و تونسی‌ها از اصطلاح «کشاورزی بعلی» برای اشاره به کشاورزی دیم (بدون آبیاری مصنوعی) استفاده می‌کنند.

## ریشه‌شناسی
نام‌های «بعل‌ هامون» و «تانیت» خودشان ساختار زبانی بربری (آمازیغی) دارند. در زبان‌های بربری، بسیاری از نام‌های مؤنث با «ت» آغاز و با «ن» پایان می‌یابند؛ «تانیت» در زبان بربری به معنی «چشمه» یا «جریان آب» است، هرچند این واژه در نام‌های خدایی محلی دیده نمی‌شود. پیش از سال ۱۹۵۵، تنها منابع شناخته‌شده از نام این الهه به زبان پونی بودند که بدون حروف صدادار نوشته می‌شدند، مانند «TNT» یا «TNNT» و تلفظ آن به‌صورت «تانیت» صرفاً انتخابی و قراردادی بود. اما در سال ۱۹۵۵، کتیبه‌هایی پونی که با حروف یونانی در منطقه الحفره (نزدیک قسنطینه، الجزایر) نوشته شده بودند، نام او را به صورت‌های یونانی باستان «Θινιθ» (تینیت) و «Θεννειθ» (تِنِّیت) ثبت کرده‌اند. این کتیبه‌ها نشان می‌دهند که تلفظ اصلی نام احتمالاً «تینّیت» بوده است. با این حال، بسیاری از پژوهشگران و نویسندگان همچنان از صورت رایج «تانیت» استفاده می‌کنند. بعدها، در کارتاژ رومی، او در قالب رومی‌شده‌اش با نام‌هایی چون «الهه آسمانی»، «ژونو آسمانی» یا به‌سادگی «کائلستیس» پرستش می‌شد.

## پرستش

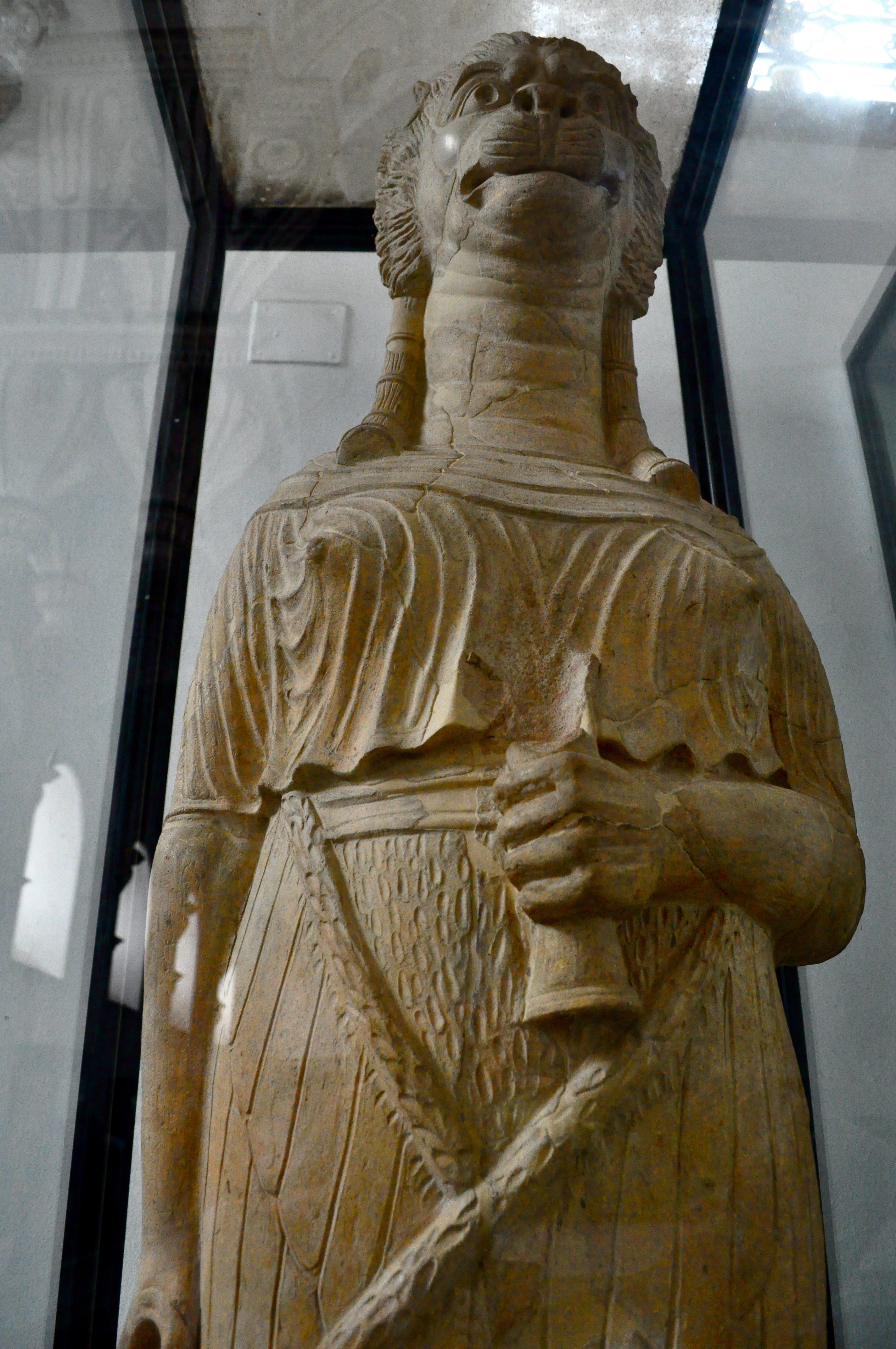
تانیت با سر شیر، از موزه باردو در تونس

تانیت در زمینه‌های تمدن پونیک در نواحی مدیترانه غربی، شمال آفریقا، سیسیل، مالت، کادیس و بسیاری مکان‌های دیگر پرستش می‌شد. حتی تا دوران هلنیستی، زمانی که روم به شمال آفریقا گسترش یافت، پرستش او ادامه داشت. مدت‌ها پس از سقوط کارتاژ، تانیت همچنان در شمال آفریقا مورد احترام بود و رومی‌ها او را با ژونو یکی دانسته و با نام لاتین «ژونو کائلستیس» می‌پرستیدند. پرستش تانیت ریشه‌ای عمیق و محلی در شمال آفریقا داشت، چرا که در کارتاژ باستان، تانیت به‌زودی از نظر محبوبیت، آیین کهن‌تر بعل هامون را تحت‌الشعاع قرار داد و دست‌کم در نواحی کارتاژی، اغلب نام او پیش از بعل هامون بر روی یادبودها نوشته می‌شد. از قرن پنجم پیش از میلاد به بعد، پرستش تانیت با آیین بعل هامون همراه شد. به او لقب پنه بعل به‌معنای «چهره بعل» و عنوان ربت، شکل مونث واژهٔ رب به‌معنای رئیس یا سرور، داده شد. در شمال آفریقا، جایی که کتیبه‌ها و آثار باستانی فراوان‌تری از او باقی مانده‌اند، تانیت علاوه بر اینکه همسر بعل هامون بود، به‌عنوان الههٔ آسمانی جنگ، «الههٔ مادر با‌کره» (یعنی ازدواج‌نکرده) و پرستار نیز پرستش می‌شد. همچنین همانند بیشتر ایزدبانوان، نمادی از باروری بود. پرستش تانیت در کارتاژ محبوبیت بسیاری یافت، به‌ویژه پس از جدایی سیاسی و فرهنگی میان کارتاژ و صور (فنیقیه) در قرن ششم پیش از میلاد، زمانی که آیین‌های سنتی فینیقی مانند عشترت و ملقرت کنار گذاشته شدند و به جای آن‌ها، پرستش ایزدان محلی شمال آفریقا یعنی تانیت و بعل هامون رواج یافت. چندین تن از ایزدبانوان بزرگ یونانی، به‌واسطهٔ تفسیر با استفاده از الگوهای یونانی با تانیت یکی دانسته شدند؛ این رویکرد، خدایان فرهنگ‌های غیریونانی اطراف را در قالبی یونانی بازمی‌شناخت. مورخان یونانی مانند هرودوت، آپولودور و پائوسانیاس اشاره کرده‌اند که آتنا منشأیی باستانی در لیبی (شمال آفریقا) دارد، و تانیت نیز به‌عنوان ایزدبانویی با ویژگی‌هایی بسیار مشابه با آتنا، همچون خرد، جنگ، بافندگی و غیره، شناخته می‌شد. هرودوت، یکی از مشهورترین مورخان یونانی که در سراسر منطقه سفر کرده بود، درباره او چنین نوشته است:
«به نظر می‌رسد که ردای بلند و ایجیس (سپر یا پوشش آیینی) تندیس‌های آتنا را یونانیان از زنان لیبیایی اقتباس کرده‌اند؛ چرا که جز در این مورد که زنان لیبیایی لباس‌های چرمی می‌پوشند و منگوله‌های شنل‌های پوست بز آن‌ها به‌جای مار، بندهای چرمی هستند، در باقی جهات، پوشش و تجهیزات‌شان همانند است. و در واقع، خودِ نام نیز نشان می‌دهد که جامهٔ تندیس‌های پالاس (آتنا) از لیبی آمده است؛ زیرا زنان لیبیایی بالاپوشی بی‌مو و منگوله‌دار به نام ایجئا بر لباس خود می‌پوشند، که با رنگ روناس رنگ‌آمیزی شده، و یونانیان این ایجئاها را به ایجیس بدل کرده‌اند. علاوه بر این، به‌نظر من آوازهای آیینی نیز نخستین‌بار از لیبی برخاسته‌اند؛ چرا که زنان آن سرزمین بسیار خوش‌آواز هستند. همچنین، هنر راندن ارابه‌های چهاراسب را نیز یونانیان از لیبیایی‌ها آموخته‌اند.»
— هرودوت، تاریخ، کتاب چهارم، بند ۱۸۹

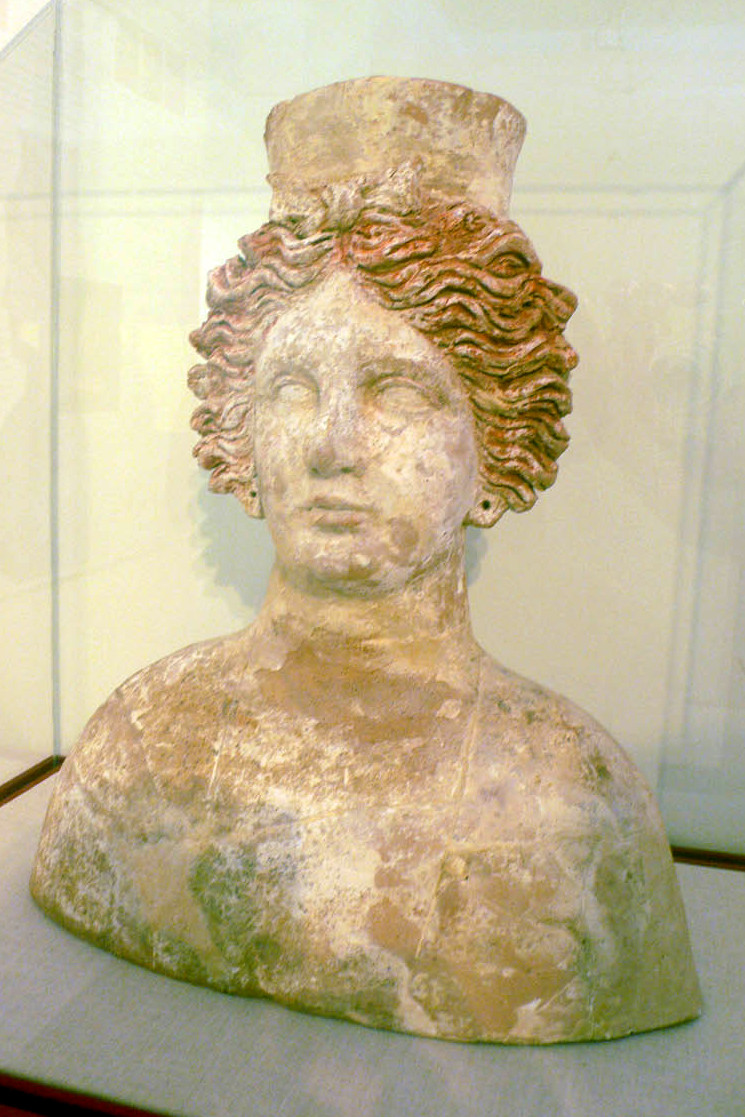
نیم‌تنه‌ای از یک پیکر زنانه که گاه به‌طور فرضی آن را نمایانگر تانیت یا احتمالاً دمتر دانسته‌اند، در نکرپل (گورستان باستانی) کارتاژی «پوئیگ دس مولینس» کشف شده و مربوط به قرن چهارم پیش از میلاد است. این اثر در موزه پوئیگ دس مولینس در ایبیزا، اسپانیا نگهداری می‌شود.

باستان‌شناسان به‌تازگی معابدی متعلق به تانیت را کشف کرده‌اند که قدمت آن‌ها به قرن چهارم پیش از میلاد بازمی‌گردد و در جزایر آزور واقع شده‌اند. در این مکان‌ها، بیش از پنج بنای آرامگاهی از نوع «هیپوگه‌آ» (گورها یا مقبره‌هایی که در دل سنگ کنده شده‌اند) و دست‌کم سه «پرستشگاه» پیشاتاریخی که در صخره‌ها تراشیده شده‌اند، کشف شده است. در پرستشگاهی که در سارفتا، واقع در فینیقیه جنوبی، کاوش شده، کتیبه‌ای یافت شده که گمان می‌رود به نوعی ارتباط میان الهه‌های تانیت و عشتروت (ایشتار) اشاره دارد. بازنمایی‌های تصویری این دو الهه بعدها به دلیل نفوذ امپراتوری تجاری کارتاژ در سراسر مدیترانه، از غرب تا شرق، شباهت‌هایی با یکدیگر پیدا کردند. رابطه میان این دو الهه به‌عنوان نوعی پیوند «هیوپستاتیک» (یعنی جلوه‌های گوناگون از یک مفهوم الهی مشترک) مطرح شده است، به‌گونه‌ای که هر دو الهه جنبه‌های مشابهی را نمایندگی می‌کنند. در کارتاژ، عشتروت که الهه‌ای جنگجو بود، در کنار تانیت پرستش می‌شد. با این حال، این دو الهه جایگاهی برابر نداشتند و هیچ‌کدام منشأیی از دیگری نداشتند. هرچند تانیت پیش از قرن پنجم پیش از میلاد در کارتاژ ظاهر نمی‌شود، منشأ او به‌روشنی بومی و متعلق به شمال آفریقاست. با این حال، عشتروت فینیقی به‌خوبی شناخته شده است که الهه جنگ‌های تهاجمی بود؛ در حالی‌که تانیت لیبیایی فقط در دفاع از تمدن یا سرزمینی که در آن پرستش می‌شود، وارد جنگ می‌شود. او را «مدافع خانه‌ها و خانواده‌ها» می‌نامند و به کسانی که در جستجوی خرد هستند، راهنمایی و یاری می‌رساند.
کارتاژی‌ها آیین پرستش تانیت–عشتروت را همراه با بنیان‌گذاری مستعمراتی مانند گادیر (کادیس امروزی) و دیگر شهرک‌ها به شبه‌جزیره ایبری منتقل کردند، جایی که احتمال دارد این الهه با خدایان بومی نیز آمیخته شده باشد. پرستش او حتی پس از فتح کارتاژ به‌دست رومیان نیز ادامه یافت؛ در این دوران، تانیت با الهه رومی «ژونو» (و عناصری از «دیانا» و «مینروا») ترکیب شد و با نام «دئا کائلستیس» شناخته شد، همان‌گونه که بعل‌ هامون نیز با خدای رومی «ساترن» یکی انگاشته شد. الهه‌ی دئا کائلستیس تا پایان دوران کلاسیک (قرن چهارم میلادی) ویژگی‌های فینیقی-پونیکی خود را حفظ کرده بود. به همین ترتیب، مدت‌ها پس از سقوط کارتاژ، تانیت همچنان در شمال آفریقا تحت نام لاتینی «ژونو کائلستیس» مورد پرستش قرار می‌گرفت، به دلیل همانندسازی‌اش با الهه ژونو. معبد ژونو کائلستیس، که به الهه محافظ شهر با همین نام اختصاص داشت (ژونو کائلستیس نام رومی تانیت بود)، یکی از بزرگ‌ترین بناهای مذهبی کارتاژ روم بود. این معبد به زیارتگاهی مقدس برای زائرانی از سراسر شمال آفریقا و اسپانیا تبدیل شد.

## نماد‌شناسی

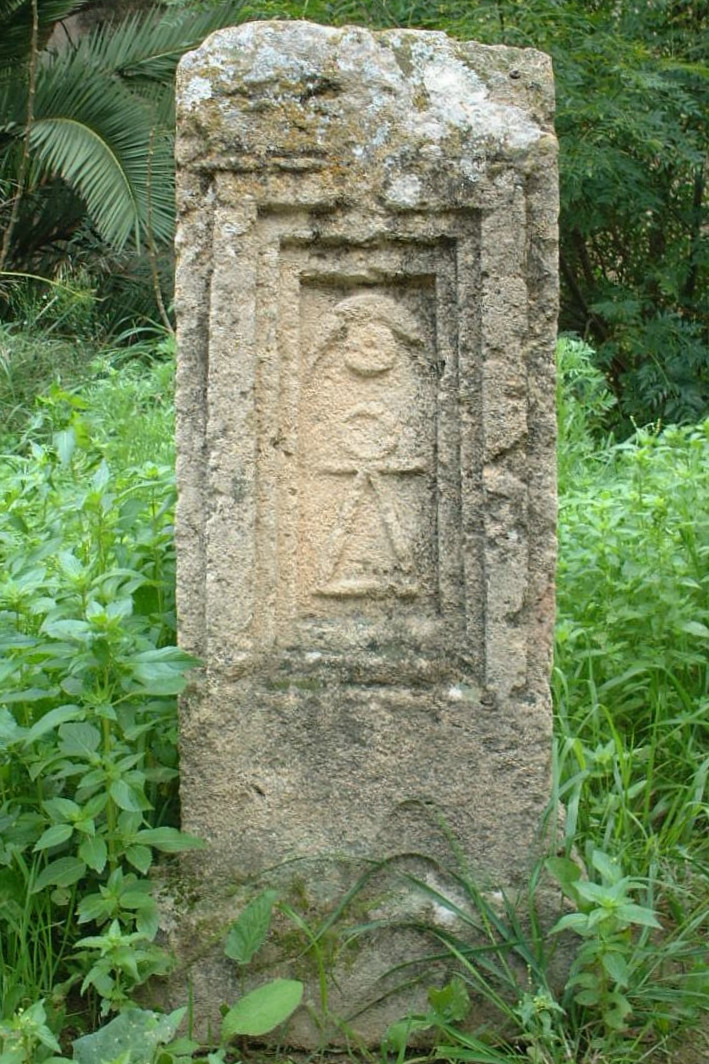
سنگ‌نوشته‌ای با نماد تانیت در توفت کارتاژ، که شامل یک هلال ماه در بالای پیکر یا نماد می‌شود.

نماد او، نشان تانیت، که بر روی بسیاری از سنگ‌نگاره‌های باستانی دیده می‌شود، شامل یک مثلث به‌عنوان نماد بدن انسان، دایره‌ای در بالا به‌عنوان سر، و یک خط افقی میان آن‌ها به‌عنوان بازوها است. در دوره‌های بعد، اغلب به‌جای ذوزنقه، از مثلث متساوی‌الساقین استفاده شد. این نماد توسط اف. اُ. هویدبرگ-هانسن، پروفسور زبان‌شناسی سامی، به‌صورت زنی با دستان برافراشته تفسیر شده است. او همچنین با هلال ماه و نماد سیاره زهره (ونوس) نیز شناخته می‌شود.
تانیت اغلب در حالی به تصویر کشیده می‌شود که سوار بر شیر است یا خود سری شبیه شیر دارد، که نشان‌دهنده‌ی جنبه جنگجویانه‌ی اوست. همچنین در بسیاری از نگاره‌ها برهنه یا نیمه‌برهنه است، که نماد باروری و شهوانیت به شمار می‌آید. او گاه با بال به تصویر کشیده می‌شود، که احتمالاً تحت تأثیر هنر مصری و تصویرگری‌های مربوط به ایزیس است. حیوان‌ها و گیاهان وابسته به تانیت عبارت‌اند از: شیر، کبوتر، درخت نخل و گل رز. در برخی نقش‌مایه‌ها، او با شخصیت اسطوره‌ای ائوروپه همانندسازی شده و به‌صورت زنی سوار بر گاو تصویر شده است، که آن گاو ممکن است نمایانگر خدایی دیگر ـ احتمالاً «اِل» ـ باشد.

## آیین‌ها

### تشریفات

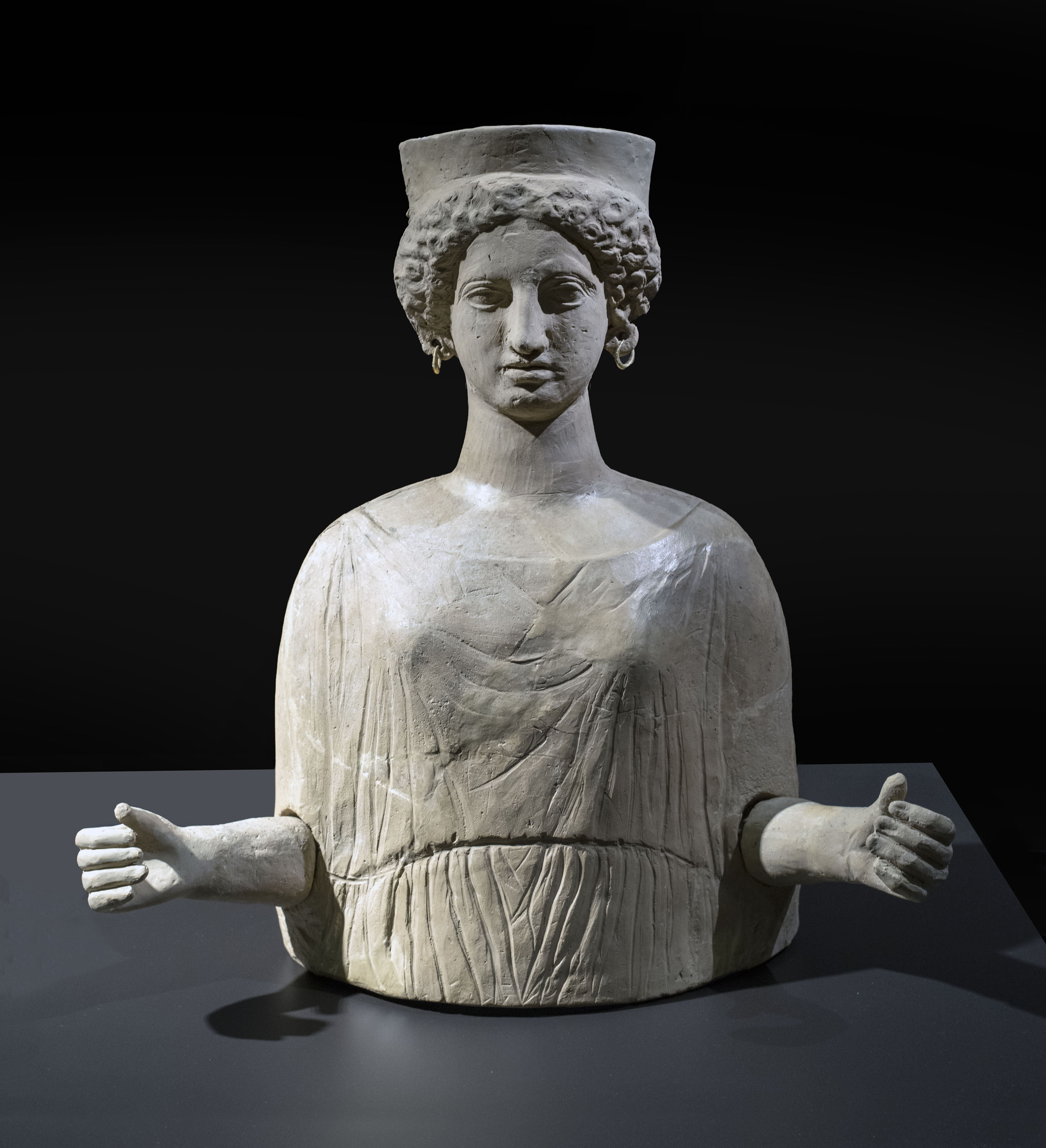
تندیس تزئین‌شده‌‌ای از الهه کارتاژی تانیت، مربوط به سده‌های پنجم تا سوم پیش از میلاد، یافت‌شده در نکروپل پوئیگ دس مولینس در ایبیزای اسپانیا، که اکنون در موزه باستان‌شناسی کاتالونیا در بارسلون نگهداری می‌شود.

مراسم آیینی زنان بربر در شمال آفریقا (تونس، الجزایر و مراکش) حول محورهایی مانند درمان، باروری، نیایش، سوگواری و چرخه‌های زندگی شکل گرفته است. برای زنان بربر، این آیین‌ها قرار است نوعی رضایت فردی و جمعی ایجاد کنند؛ از نظر اجرای دینی، معنویت، نیازهای عاطفی، تقویت پیوندهای خانوادگی و اجتماعی و دستیابی به اهداف آموزشی. این مراسم می‌توانند عمومی یا خصوصی باشند. یکی از نمونه‌های آیین عمومی، مراسم تاخونجا یا تیسلیت ن اونزار (به‌معنای «عروس باران») است. این یکی از کهن‌ترین آیین‌هایی است که در زمان خشکسالی و کم‌آبی، برای طلب باران از آسمان برگزار می‌شود تا از تهدید خاک و کشاورزی جلوگیری شود. منشأ این آیین به سنتی باستانی برمی‌گردد که در آن مردم گرد هم می‌آمدند و در برابر الهه تانیت می‌خواندند و از او درخواست باران می‌کردند. شکل اجرای این آیین در مناطق مختلف کمی تفاوت دارد، اما این تفاوت‌ها جزئی هستند. در این مراسم، کاروانی از روستایی به روستای دیگر و از زیارتگاهی به زیارتگاه دیگر حرکت می‌کند و در مسیر، تندیس یا نمادی از یک زن را با خود حمل می‌کنند. در طول مسیر، مردم از بالکن‌ها و پنجره‌های خانه‌ها، عروس باران را با آب پاشیده و خیس می‌کنند. به رهبر کاروان هدایای نقدی داده می‌شود. پول و غذاهای جمع‌آوری‌شده برای برگزاری یک مهمانی بزرگ در کنار چشمه یا در زیارتگاهی که معمولاً در بالای تپه قرار دارد، استفاده می‌شود.

### قربانی‌ کودکان

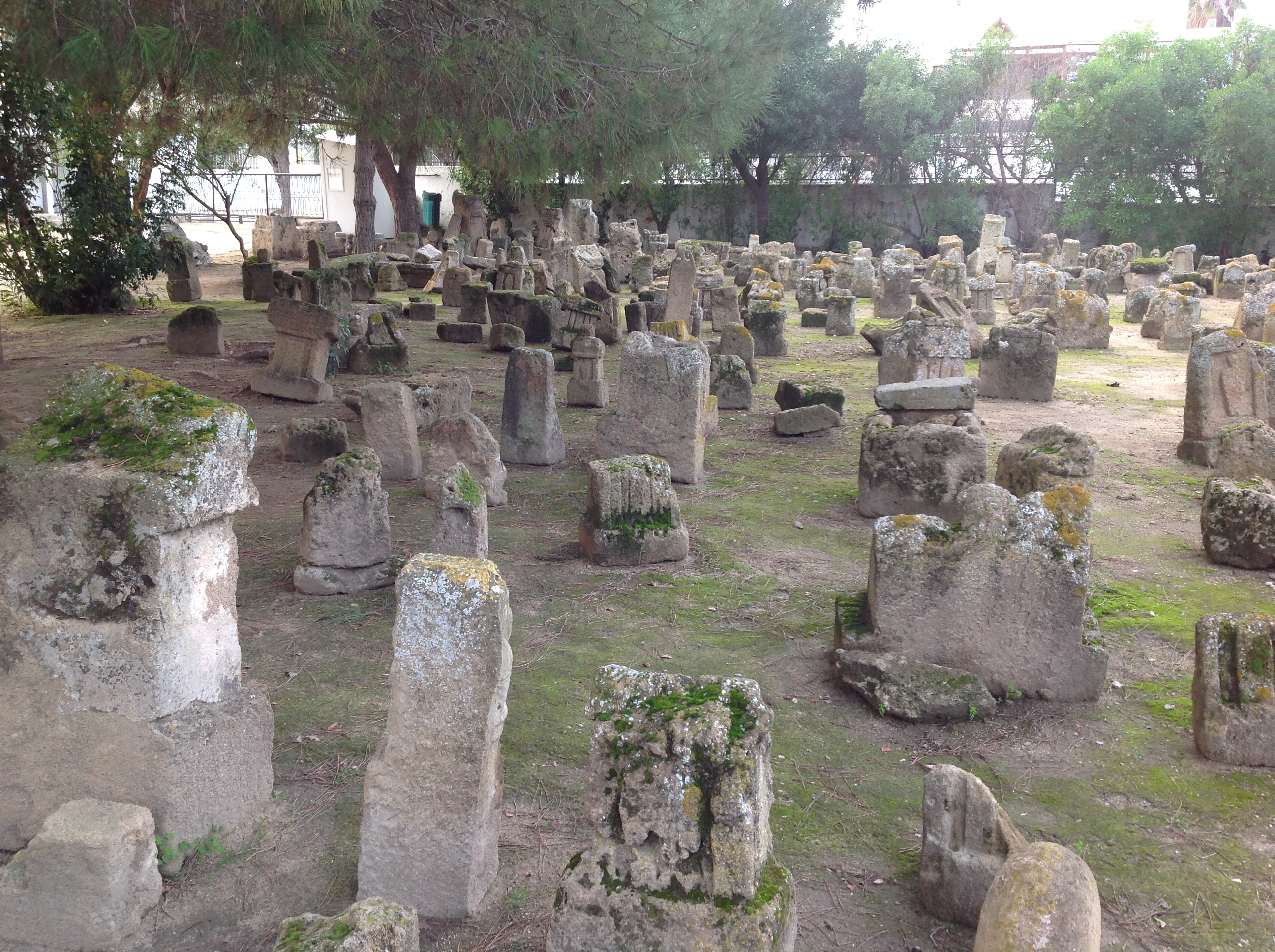
سنگ‌نوشته‌‌هایی در توفت کارتاژ

شواهد قابل‌توجهی، هرچند مورد مناقشه‌ای وجود دارد، چه در منابع باستانی مکتوب و چه در داده‌های باستان‌شناسی، که نشان می‌دهد قربانی‌کردن کودکان بخشی از پرستش تانیت و بعل‌ هامون بوده است. برخی باستان‌شناسان چنین نظریه‌ای مطرح کرده‌اند که قربانی‌کردن نوزادان در این آیین‌ها انجام می‌شده است. لارنس ای. استیجر، که در دههٔ ۱۹۷۰ حفاری‌های «توفت کارتاژ» را رهبری می‌کرد، معتقد است که در این مکان آیین‌های قربانی نوزاد صورت می‌گرفته است. پائولو اکزلا از شورای ملی تحقیقات ایتالیا در رم، خلاصه‌ای از شواهد نوشتاری، کتیبه‌ای و باستان‌شناسی مرتبط با قربانی‌کردن کودکان در کارتاژ را گردآوری کرده است.
توفت واژه‌ای عبری است که در کتاب مقدس عبری برای اشاره به مکانی در نزدیکی اورشلیم به‌کار رفته؛ جایی که کنعانیان و اسرائیلیانی که از یکتاپرستی یهودی منحرف شده و به بت‌پرستی کنعانی روی آورده بودند، گفته می‌شود که در آن کودکان را قربانی می‌کردند. امروزه این واژه به‌طور کلی برای اشاره به تمامی مکان‌هایی به‌کار می‌رود که در آن‌ها بقایای سوزانده‌شدهٔ انسان و حیوان یافت شده است. در کتاب مقدس عبری، مشخص نشده که قربانی‌های اسرائیلی دفن می‌شده‌اند یا نه؛ فقط به سوزاندن آن‌ها اشاره شده، هرچند احتمالاً «محل سوزاندن» در نزدیکی محل دفن قرار داشته است. اطلاعی وجود ندارد که کارتاژی‌ها خودشان این مکان‌های سوزاندن یا دفن را چه می‌نامیدند، یا اینکه برای اشاره به خود این آیین‌ها چه اصطلاحی به‌کار می‌بردند.
چندین مکان که به‌نظر می‌رسد توفت باشند، شناسایی شده‌اند؛ مهم‌ترین آن‌ها توفت بزرگ شهر کارتاژ است که به نام توفت سلامبو شناخته می‌شود، به‌سبب محله‌ای که در آن در سال ۱۹۲۱ کشف شد. در خاک توفت سلامبو، مقدار زیادی زغال چوب درخت زیتون یافت شده که احتمالاً از هیزم‌های آتش‌سوزی قربانیان بوده است. این مکان، جایگاه معبد الهه تانیت و همچنین گورستان بود. بقایای حیوانات—بیشتر گوسفند و بز—که درون برخی از کوزه‌های تدفین پیدا شده، به‌روشنی نشان می‌دهد که این مکان صرفاً گورستان کودکانی که به‌طور طبیعی مرده‌اند نبوده است. این حیوانات به خدایان قربانی می‌شده‌اند، احتمالاً به‌جای کودکان (چرا که در یکی از سنگ‌نوشته‌های باقی‌مانده، به حیوان به عنوان «جایگزین» اشاره شده است). گمان می‌رود کودکانی که خوش‌شانس نبودند تا جایگزینی داشته باشند، نیز قربانی شده و سپس در توفت دفن می‌شدند. بقایای پیدا شده شامل اجساد نوزادان بسیار خردسال و حیوانات کوچک است. کسانی که طرفدار نظریه قربانی‌کردن کودکان‌اند، استدلال می‌کنند: اگر حیوانات قربانی می‌شده‌اند، پس کودکان نیز همین سرنوشت را داشته‌اند. مساحت توفت در کارتاژ احتمالاً تا قرن چهارم پیش از میلاد به بیش از ۶۰۰۰ متر مربع رسیده بود و شامل ۹ لایه تدفین متفاوت می‌شد. حدود ۲۰٬۰۰۰ کوزه بین سال‌های ۴۰۰ تا ۲۰۰ پیش از میلاد در آنجا به خاک سپرده شده‌اند و این آیین تا اوایل دوران مسیحی ادامه داشته است. کوزه‌ها حاوی استخوان‌های سوخته نوزادان و در برخی موارد، استخوان‌های جنین‌ها و کودکان دو ساله بوده‌اند. در مواردی که بقایای دو کودک در یک کوزه یافت شده، این‌گونه تفسیر شده که در صورت مرده‌زایی (زایمان با جنین مرده)، والدین فرزند زنده بعدی خود را قربانی می‌کرده‌اند.
یک تحلیل دقیق از سن کودکان دفن‌شده در توفت کارتاژ شامل افراد پیش‌زاده نیز می‌شود؛ یعنی نوزادان مرده‌زاده. برخی پژوهشگران استدلال می‌کنند که توزیع سنی بقایای انسانی در این مکان با مرگ طبیعی کودکان، اندکی پیش یا پس از تولد، همخوانی دارد. سرجیو ریبیکینی، باستان‌شناس، معتقد است که توفت کارتاژ در واقع نکروپلیسی (گورستانی) برای کودکان بوده است که به دلایل طبیعی مانند بیماری یا تولد زودرس فوت کرده‌اند، و برای همین «تقدیم» به خدایان خاص شده و در مکانی جدا از گورستان بزرگسالان دفن می‌شده‌اند. به گفتهٔ او، این عمل احتمالاً بخشی از تلاش خانواده‌ها برای جلب حمایت و محافظت خدایان از بازماندگان بوده است. با این حال، این تحلیل مورد تردید و مخالفت جدی قرار گرفته است. پاتریشیا اسمیت و همکارانش از دانشگاه عبری اورشلیم و دانشگاه هاروارد با بررسی‌های دندانی و اسکلتی در توفت کارتاژ نشان داده‌اند که میانگین سن مرگ نوزادان دفن‌شده حدود دو ماه بوده است، در حالی که اگر این نوزادان به‌طور طبیعی مرده بودند، سن مرگ آن‌ها باید بیشتر در دورهٔ پری‌ناتال (در زمان تولد یا بلافاصله بعد از آن) متمرکز می‌بود. این ناسازگاری سنی، یکی از شواهدی است که نظریهٔ قربانی کردن نوزادان را تقویت می‌کند.